# Georges Simoes
Georges Simoes est un joueur de pétanque français né le 8 décembre 1944 au Maroc. 

## Biographie
Il est pointeur mais aussi tireur.

## Clubs
- ?-? : Boule Fedaliéenne de Mohammedia (Maroc)
- ?-? : Rive-Gauche Toulouse (Haute-Garonne)
- ?-? : PC Blagnacais du Parc (Haute-Garonne)
- ?-? : Boule d'Or de Balaruc-les-Bains (Hérault)

## Palmarès[1],[2],[3]

### Seniors

#### Championnats du Monde
Champion du Monde
- Triplette 1991 (avec Philippe Quintais et Michel Schatz) :  Équipe de France 2
- Triplette 1993 (avec Philippe Quintais et Michel Schatz) :  Équipe de France

Finaliste
- Triplette 1990 (avec Roger Marco et Roger Marigot) :  Équipe de France
- Triplette 1992 (avec Philippe Quintais et Michel Schatz) :  Équipe de France

Troisième
- Triplette 1973 (avec M'Barek Anzit et Gérard Pariset) :  Équipe du Maroc

#### Championnats de France
Finaliste
- Triplette 1990 (avec José Bauer et Gérard Pariset) : PC Blagnacais du Parc

#### Millau
Mondial de Millau (1992-2002)
Vainqueur
- Triplette 1992 (avec Michel Schatz et Joseph Farré)

Finaliste
- Triplette 1993 (avec Roger Marigot et Christian Pedrero)

#### TrophéeCanal +
Vainqueur
- Triplette 1992 (avec Michel Schatz et Philippe Quintais) à Brétigny-sur-Orge
- Triplette 1993 (avec Michel Schatz et Philippe Quintais) à Perpignan
- Triplette 1994 (avec Michel Schatz et Jean-Marc Foyot) à Chalon-sur-Saône
- Triplette 1995 (avec Michel Schatz et Jean-Marc Foyot) à Tunis

Bol d'Or International de Genève
Vainqueur
- 1992 : Groupe France (avec Philippe Quintais, Michel Schatz et Didier Choupay)
- 1995 : Groupe France (avec Laurent Morillon, Philippe Quintais et Michel Schatz)
- 1996 : Groupe France (avec Michel Schatz, Roger Cargolès et Jean-Marc Foyot)